# Língua ambala
Ambala é uma língua sambalica falada nas Filipinas. Tem mais de 2 mil falantes emis falados nas comunidades Aeta nos seguintes municípios de Zambales de Subic, San Marcelino e Castillejos; nas cidades de Olongapo e Dinalupihan.
Reid (1994) relata as seguintes localizações dos fanlates Ambala, de listas de palavrasconforme SIL:
- Maliwacat, Cabalan, Olongapo, Zambales
- Batong Kalyo (Pili), San Marcelino, Zambales

Himes (2012) também coletou dados Ambala nos seguintes locais:
- Pastolan, Baía Subic Bay
- Gordon Heights, Olongapo City

## Escrita
É pobre o alfabeto latino usado pela língua, não se usam as letras O, C, F, K, Q, R, V, XC, Z.